# Selâhattin Ülkümen
Selâhattin Ülkümen (Antakya, 14 gennaio 1914 – Istanbul, 7 giugno 2003) è stato un diplomatico turco e console a Rodi durante la seconda guerra mondiale, che ha assistito la comunità ebraica dell'isola con cittadinanza turca per evitare la deportazione durante l'Olocausto. Nel 1989 Israele lo ha riconosciuto tra i Giusti tra le nazioni e ha elencato il suo nome a Yad Vashem.
Gli ebrei turchi e greci furono deportati dall'isola di Corfù nei campi di sterminio. Ma sull'isola di Rodi, il console della Turchia Selahattin Ülkümen, salvò la vita di quasi 50 persone, dopo che i tedeschi occuparono l'isola.

## Storia
Rodi fece parte dell'Impero ottomano per 390 anni, fino al 1912, quando l'Italia occupò Rodi e le altre isole del Dodecanneso. L'occupazione tedesca ci fu in seguito alla caduta del potere di Benito Mussolini in Italia e il suo armistizio nel 1943 con gli Alleati. Negli anni '40, la comunità etnica ebraica contava circa 2.000 persone, provenienti dalla Turchia, dalla Grecia, dall'Italia e da altri paesi del Mediterraneo, oltre alle originarie dell'isola.

## L'intervento di Ülkümen
Il 19 luglio 1944, la Gestapo ordinò a tutta la popolazione ebraica dell'isola di riunirsi presso la sua sede: apparentemente dovevano registrarsi per "il trasporto temporaneo verso una piccola isola vicina", ma in realtà furono riuniti per il trasporto ad Auschwitz e alle sue camere a gas. Ülkümen andò dall'ufficiale comandante tedesco, il generale Ulrich Kleemann, per ricordargli che la Turchia era neutrale nella seconda guerra mondiale. Ha chiesto la liberazione degli ebrei, inclusi non solo i cittadini turchi ma anche i loro coniugi e parenti, anche se molti di questi ultimi erano cittadini italiani e greci. In un primo momento il comandante ha rifiutato, affermando che in base alla legge nazista, tutti gli ebrei erano considerati in primis ebrei e, come tali, dovevano andare nei campi di concentramento. Ülkümen ha risposto affermando che "secondo la legge turca tutti i cittadini erano uguali. Non abbiamo fatto differenze tra cittadini ebrei, cristiani o musulmani".
Ülkümen avvisò Kleeman che "avrebbe comunicato il governo che avrebbe causato un incidente internazionale se non avesse rilasciato gli ebrei turchi. Poi ha accettato". Gli ebrei protetti da Ülkümen furono rilasciati, anche se non prima di essere stati oggetto di considerevoli ulteriori molestie da parte delle autorità naziste. Ülkümen ha continuato a fornire protezione e sostegno morale a coloro che aveva salvato e ad altri ebrei che erano rimasti sull'isola. Queste persone temevano di subire la deportazione, poiché erano tenuti a riferire quotidianamente alla Gestapo e non sapevano mai se sarebbero stati in grado o meno di tornare a casa.
Subito dopo che Ülkümen ottenne il rilascio degli ebrei turchi, i tedeschi radunarono altri ebrei a Rodi, 1.673 in tutto, e li deportarono in Grecia. Da lì i tedeschi li fecero trasportare nei campi di sterminio; solo 151 sopravvissero alla guerra.

## La rappresaglia nazista
Per rappresaglia, gli aerei tedeschi bombardarono il consolato turco a Rodi. Nell'attentato sono state uccise la moglie di Ülkümen Mihrinissa Ülkümen, insieme a due impiegati consolari. I tedeschi arrestarono e deportarono rapidamente Ülkümen nel Pireo e lo confinarono lì per il resto della guerra.
Durante i sei mesi successivi, gli ebrei turchi rimasti a Rodi furono oggetto di molestie pressoché costanti da parte della Gestapo, che spesso li trattenne per lunghi periodi di tempo. Non li deportò nei campi di concentramento come pianificato in precedenza, presumibilmente a causa dei disordini e della mancanza di trasporti durante gli ultimi giorni di guerra.
All'inizio di gennaio 1945, il comandante tedesco Kleeman venne a sapere che dei rappresentanti della Croce Rossa Internazionale avrebbero dovuto visitare Rodi per esaminare la situazione della popolazione. Ordinò agli ebrei rimasti sull'isola di andare in Turchia, cosa che fecero il giorno successivo, viaggiando su piccole imbarcazioni attraverso il mare in tempesta per mettersi in salvo nel porto di Marmaris.

## Dopoguerra
Rilasciato alla fine della guerra, Ülkümen tornò in Turchia. Morì il 7 giugno 2003 a Istanbul, in Turchia, all'età di 89 anni.

## Riconoscimenti
Maurice Soriano, il capo della comunità ebraica di 35 persone rimasta a Rodi dopo la guerra, ha affermato: "Sono in debito con il console turco che ha compiuto sforzi straordinari per salvare la mia vita e quella dei miei connazionali".
- Il vicepresidente della Quincentennial Foundation, lo storico Naim Guleryuz, ha raccolto le testimonianze dei sopravvissuti viventi e ha chiesto a Israele il riconoscimento delle azioni di Ülkümen durante la guerra. Il 13 dicembre 1989, la Fondazione israeliana Yad Vashem ha dichiarato Ülkümen uno dei Giusti tra le nazioni. Il suo nome è stato inciso sul memoriale ed è stato piantato un albero in suo onore sul "Sentiero dei Giusti".[3]
- Nel 1998, Israele ha emesso un francobollo in onore di Ülkümen.
- Il 5 giugno 2012,[4] è stata inaugurata nella città di Van la scuola Selahattin Ülkümen, costruita congiuntamente dalla Comunità ebraica di Turchia e dall'American Jewish Joint Distribution Committee.